# Vivian Sung
Vivian Sung Yun-hua (en chino: 宋芸樺; en pinyin: Sòng Yúnhuà; nacida el 21 de octubre de 1992 en Taipéi) es una actriz taiwanesa, reconocida por las películas Café. Waiting. Love (2014) y Our Times (2015), así como por la serie de televisión Lost Romance (2020). Fue nominada en la categoría de mejor actriz en la 52.ª edición de los Golden Horse Awards por su papel como Lin Zhen-Xin en Our Times.

## Carrera
Antes de debutar en el cine, Sung protagonizó algunos cortometrajes y vídeos musicales. Apareció por primera vez en el videoclip de IGUband "So I Stopped", que tuvo repercusión en el mundo universitario. A partir de entonces, con un creciente interés en la industria del entretenimiento, Sung comenzó firmando un contrato con Star Ritz International Entertainment.
Su debut ocurrió en el filme romántico Café. Waiting. Love, del guionista y productor Giddens Ko. En ella interpreta el papel principal de Lee Si-ying. Ko dijo en su blog que esperaba encontrar gente nueva para los papeles principales y que tuvo que hacer muchas entrevistas y audiciones. En ese momento, Sung aún era una estudiante de tercer año en la Universidad Católica Fu Jen. Tras la entrevista de Sung con la productora cinematográfica Angie Chai, Ko reconoció que era perfecta para el papel protagónico. Café.Waiting.Love se estrenó en agosto de 2014, recaudando más de 200 millones de dólares taiwaneses en la taquilla, lo que le valió a Sung un gran reconocimiento en su país.
En 2015 protagonizó su segunda película, Our Times, como el personaje principal Lin Zhen-xin. El director Frankie Chen afirmó en una entrevista que Sung es una chica de pensamiento lógico, pero su personaje es todo lo contrario y actúa basándose en sus instintos. Our Times encabezó la taquilla en Taiwán, ganando más de 400 millones de dólares taiwaneses. Sung recibió su primera nominación como mejor actriz en la 52.ª edición de los Golden Horse Awards. Con 22 años, era la más joven de las cinco candidatas. Aunque Sung no ganó el premio, fue elogiada por su interpretación del tema musical "A Little Happiness" en la ceremonia.
Acto seguido, Sung apareció en la serie de televisión de TVBS Taste of Love como actriz principal interpretando a una guía turística demasiado obsesionada con la buena comida. En 2016 interpretó el personaje principal de Shen-xi en la serie web Proud of Love. La primera temporada se emitió en la plataforma Youku el 9 de septiembre de 2016, y concluyó con la segunda temporada el 1 de enero de 2017.
La tercera película que protagonizó Sung, como el personaje principal Li En-pei, fue Take Me to the Moon, que se estrenó en diciembre de 2017. Dos años después participó en Nina Wu, donde interpretó el papel de Kiki.
En 2020 protagonizó el seriado Lost Romance, en el que interpretó a una editora que se ve transportada a las páginas de una novela romántica y se encuentra cara a cara con el hombre de sus sueños (interpretado por Marcus Chang). Lost Romance se situó en el número uno de su franja horaria durante la mayor parte de su emisión, y Sung y Chang fueron elogiados por su química en pantalla.
El 28 de noviembre de 2020, Sung abrió su canal de YouTube, donde ha publicado vídeos con sus amigos famosos, como Marcus Chang, Bruce Hung y Simon Lian. Un año después apareció en la segunda temporada del seriado de terror Folklore.

## Filmografía

### Cine
| Año  | Título                  | Personaje    | Notas |
| ---- | ----------------------- | ------------ | ----- |
| 2013 | Starry Eyes             |              |       |
| 2014 | Café. Waiting. Love     | Lee Si-ying  |       |
| 2015 | Our Times               | Lin Zhen-xin |       |
| 2015 | Les Aventures d'Anthony | Xiaohei      |       |
| 2017 | Mon Mon Mon Monsters    | Estudiante   | Cameo |
| 2017 | Take Me to the Moon     | Li En-pei    |       |
| 2018 | The Way of the Bug      | Jing Xiang   |       |
| 2018 | Hello Mr. Billionaire   | Xia Zhu      |       |
| 2019 | Nina Wu                 | Kiki         |       |
| 2019 | Love The Way You Are    | Zhou Lin Lin |       |

### Televisión
| Year      | Title           | Role          | Notes           |
| --------- | --------------- | ------------- | --------------- |
| 2015      | Taste of Love   | Ye Xiaohe     | Papel principal |
| 2016–2017 | Proud of Love   | Shenxi        | Papel principal |
| 2019      | Memory Eclipse  | Guo Wei Na    | Papel principal |
| 2019      | My Spicy Girl   | Xia Ruyue     | Papel principal |
| 2020      | My Unicorn Girl | Ma            | Cameo           |
| 2020      | Lost Romance    | Zheng Xiao En | Papel principal |

### Videoclips
| Año  | Artista      | Canción                   |
| ---- | ------------ | ------------------------- |
| 2011 | IGUband      | "So I Stop"               |
| 2013 | Mayday       | "Three Fools"             |
| 2015 | Kenny Khoo   | "The One and Only"        |
| 2015 | Hu Xia       | "Take Care of Her For Me" |
| 2015 | Ming Bridges | "Beautiful Melody"        |
| 2016 | Mayday       | "Tough"                   |
| 2020 | Simon Lian   | "Walk Away"               |